# نیروی زمینی اندونزی
ارتش اندونزی (اندونزیایی: Tentara Nasional Indonesia-Angkatan Darat) نیروی زمینی زیرمجموعه نیروهای مسلح ملی اندونزی است، که فعالیت خود را از سال ۱۹۴۵ آغاز کرد.